# Лонго (озеро)
Ло́нго (колишня назва — Солоне) — солоне озеро в місті Новомиргород Кіровоградської області.

## Опис

### Розташування
Озеро Лонго розташоване в долині Великої Висі неподалік центру міста і являє собою старе русло річки, яка протікає з обох боків озера, утворюючи меандр. Лонго має дещо вигнуту U-подібну форму і сполучене протокою з плавнями Висі. Площа озера — 0,13 км².
На озері розташована невелика дамба довжиною близько 200 м, через яку проходить відрізок дороги, що сполучає вулиці Лесі Українки та В'ячеслава Чорновола. До водойми з боку вулиці Соборності виходить комплекс будівель лікарні Ганни Дмитрян, санстанції та інфекційного відділення РТМО «Новомиргородське»; з інших боків воно майже повністю оточене городами приватного сектора.
Від озера Лонго походять назви вулиці Озерної та провулку Озерного, що починаються неподалік від південно-східного берега водойми.

### Фізико-хімічні властивості
Озеро розташоване на шарі бурого вугілля, що сприяє розвитку тут бактерій різних видів і надає грязям, які містяться в тутешньому болоті, лікувальних властивостей, подібних до Куяльника. Грязевий осад містить багато мінеральних та органічних речовин, утворених внаслідок фізико-хімічних процесів та життєдіяльності мікроорганізмів.
Хімічні властивості води озера Лонго, яка має запах сірководню, схожі з водою лиманів Чорного моря, а сіль, яку раніше видобували звідси, за якістю не поступалась добутій у кримських озерах. Аніони озерної води — хлориди, карбонати та сульфати; вода містить також кальцій, йод і бром, що робить її потенційно придатною для лікувальних ванн.

### Флора
Рослинний покрив озера та зони навколо нього складається з фітоценози лучного та болотного типів. В прибережній смузі зустрічаються здебільшого молоді вербняки, які досить часто пошкоджені безгосподарними вирубками. Природному їх поновленню тут перешкоджає надмірний випас худоби, яка втоптує молоді пагони у ґрунт. Серед найменш порушених фітоценозів у травостоях переважає різнотрав'я (40-50%), що складається переважно з бобових (люцерна серпоподібна, конюшина), менше — зі злакових (15-25% — типчак борознистий, тонконіг вузьколистий). Серед інших найбільш поширених рослин — шавлія лучна та освітлена, деревій щетинистий.
На луках трапляється волошка лучна, деревій звичайний, кульбаба звичайна, жовтець повзучий, лепешник водяний, перстач гусячий, хрінниця широколиста, осока, пирій повзучий, лядвенець рогатий та щавель кінський.
На заболочених місцях росте очерет, рогіз та осока.

### Орнітофауна
Окрім пернатих, що зимують на озері, тут трапляються також і перелітні птахи. В заростях очерету водиться водоплавна птиця: качки, крижні, лиски, кулики, гуси, попелюхи та інші. Досить часто самиці птахів разом із виводками переходять через людські городи та луки до Великої Висі. Протягом багатьох років мисливство тут заборонено.

## Історія
Цілющі властивості грязей озера були відомі ще з козацьких часів. За переказами, ними користувались князі Любомирські, які володіли навколишніми землями у XVIII столітті. Тоді болото з озера в мішках до їх маєтку постачали місцеві селяни. Користувались цими грязями також і за межами краю, що давало прибуток місцевим поселенцям.
Функції Солоного озера зросли із заснуванням у 1740 році поселення Тресяги та пізнішою побудовою на місці Новомиргорода п'ятикутної земляної фортеці. Своєю сучасною назвою озеро, згідно з переказами, завдячує іноземцю на прізвище Лонгі, який приїздив сюди у XVIII столітті для вивчення лікувальних властивостей тутешніх грязей. За його сприяння на північно-східному березі озера, навпроти майбутніх конюшень уланського полку, неподалік сучасного ресторану було збудовано невелику грязелікарню для лікування і реабілітації поранених військових та людей із захворюваннями опорно-рухового апарату. Місцеві грязі успішно лікували подагру, радикуліт (за 2-3 тижні) та інші захворювання. Лікарня стала першим у місті закладом такого типу. По всьому периметру озеро було обсаджене вербами, а місце, звідки брали лікувальні грязі, було розчищене від очерету; тут же було облаштовано зручний під'їзд.
В 1913 році на березі озера було відкрито міську лікарню Ганни Дмитрян. На місці колишньої грязелікарні існував фруктовий сад, де відпочивали пацієнти. Лікувальні грязі використовувались персоналом лікарні у медичній практиці до середини 1920-х років. З того часу в Лонго почали викидати сміття, що унеможливило його подальше використання у лікувальних цілях.
Задля розвантаження центру Новомиргорода від транспорту в другій половині 1970-х років в західній частині озера Лонго було створено дамбу, яка поділила його на дві частини.
Нині майже все озеро заросло очеретом та іншою водною рослинністю. Його береги масово засмічуються твердими побутовими відходами; їх скупчення перетворюються на несанкціоновані сміттєзвалища.